# دوره حسابرسی
دوره حسابرسی (انگلیسی: Accounting period) در حسابداری، به دوره‌های زمانی مشخص شده در دفاتر مالی هر سازمان اشاره دارد. در این دوره اغلب حساب سازی دفاتر مالی شرکت‌ها انجام شده و صورت‌های مالی آماده می‌شوند. به‌طور کلی دوره حسابداری شامل ۱۲ ماه است. با این حال شروع دوره حسابداری در شرکت‌ها متفاوت می‌باشد. به عنوان مثال، یک نهاد می‌تواند از سال تقویمی منظم، یعنی ژانویه تا دسامبر به عنوان سال حسابداری استفاده نماید، در حالی که یک نهاد دیگر این دوره حسابرسی را از آوریل تا مارس در نظر می‌گیرد. استانداردهای گزارشگری مالی بین‌المللی یک دوره ۵۲ هفته ای را به عنوان یک دوره حسابرسی مناسب دانسته‌است، که این دوره را به عنوان یک سال مالی کامل در نظر می‌گیرد. در مجموع طول دوره حسابرسی هر شرکت یا سازمان، به نحوه انتخاب دوره توسط حسابدار ارشد آن انجام می‌گیرد و در شرکت‌های مختلف، متفاوت می‌باشد.